# Marius Sestier
Pour les articles homonymes, voir Sestier.
Marius Sestier (Sauzet, 8 septembre 1861 - 8 novembre 1928) est un pionnier du cinématographe. Il est plus connu pour son travail en Australie, où il a tourné quelques-uns des premiers films du pays.

## Biographie
Né le 8 septembre 1861 à Sauzet dans la Drôme, Marius Ely Joseph Sestier est pharmacien de profession.

### Débuts chez Lumière
Il est employé par les frères Auguste et Louis Lumière pour faire la démonstration de leur cinématographe à l'étranger. C'est avec ce mandat qu'il part pour l'Inde en juin 1896, où il organise la première projection du pays, six courts métrages des frères Lumière au Watson's Hotel (en) de Bombay le 7 juillet 1896,. Sestier tourne aussi ses propres films à Bombay, mais les frères Lumière les refusent dans leur catalogue, non satisfaits par la qualité.

### Carrière en Australie
Sestier rencontre le photographe australien Henry Walter Barnett (en) pendant son voyage d'Europe vers l'Inde, et après avoir terminé son travail en Inde ils voyagent ensemble jusqu'à Sydney. En septembre 1896, Sestier ouvre le premier cinéma d'Australie, le Salon Lumière sur Pitt Street à Sydney. Sestier et Barnett commencent à tourner leurs propres films, à commencer par un court métrage de passagers qui débarquent du S.S. Brighton à Manly (Sydney), qui est le premier film tourné et diffusé en Australie. Sestier et Barnett ont tourné environ 19 films ensemble à Sydney et Melbourne dont le plus notable est un film de la course hippique Melbourne Cup en 1896. Ce film, qui est en fait composé de dix films de une minute projetés à la suite les uns des autres (dû à une limitation de la durée des films de l'époque), a été dévoilé au Princess Theatre (en) de Melbourne le 19 novembre 1896, accompagné d'un texte lu par Sestier. L'événement a été relayé par la presse nationale, dont The Age and The Bulletin, et est considéré comme la première production cinématographique australienne.
Après la fin de sa collaboration avec Barnett, Sestier continue d'organiser des projections en Australie jusque mai 1897.

### Autres expériences
À son retour en France, Sestier prend la direction des Laboratoires Brevets Lumières.